# 洪石路

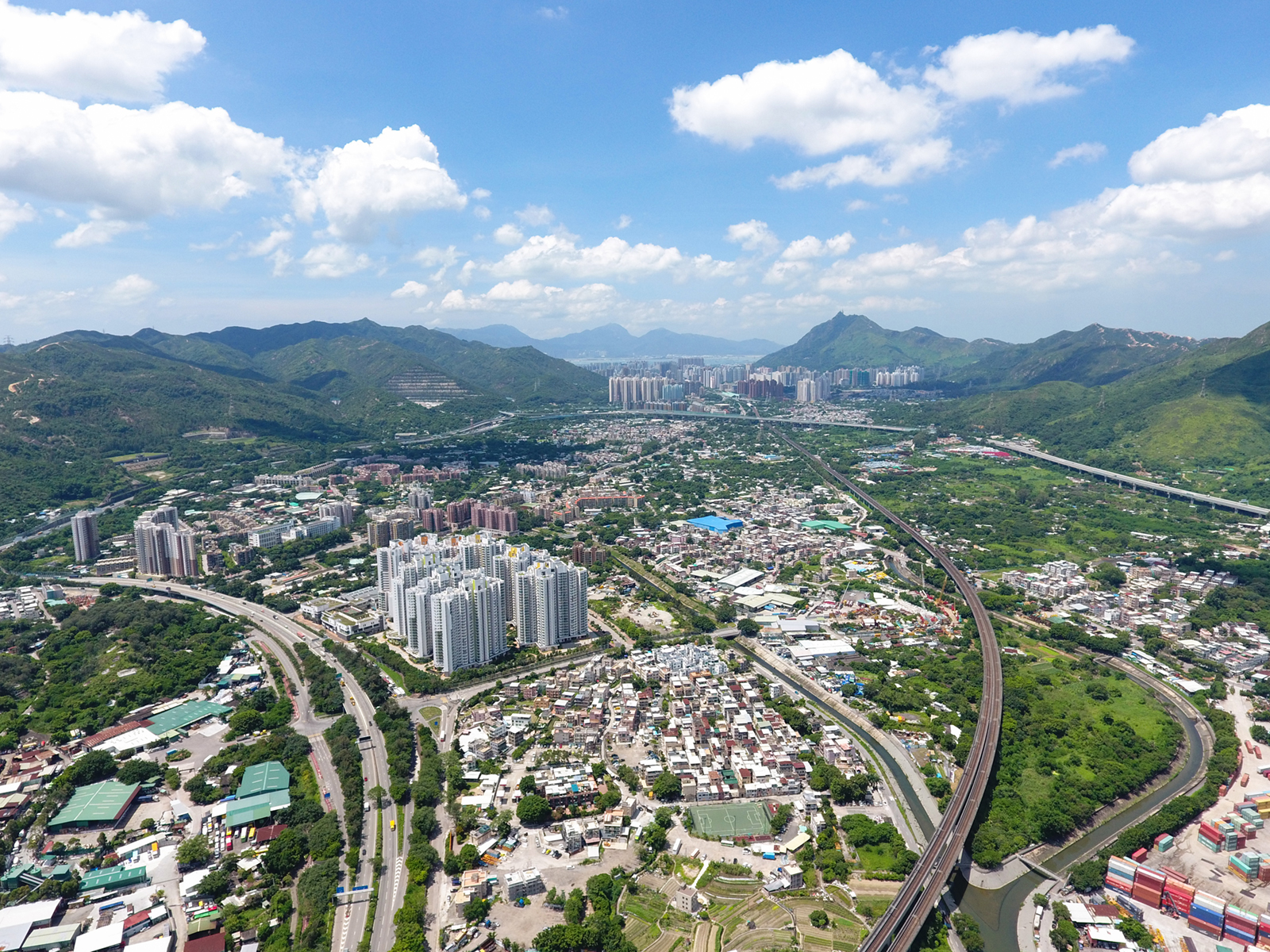
洪石路一帶現已作現代化發展

洪石路（英語：Hung Shek Road）是香港新界元朗區洪水橋的一條鄉村道路和周邊的社區，目前大部份已被清拆。

## 歷史

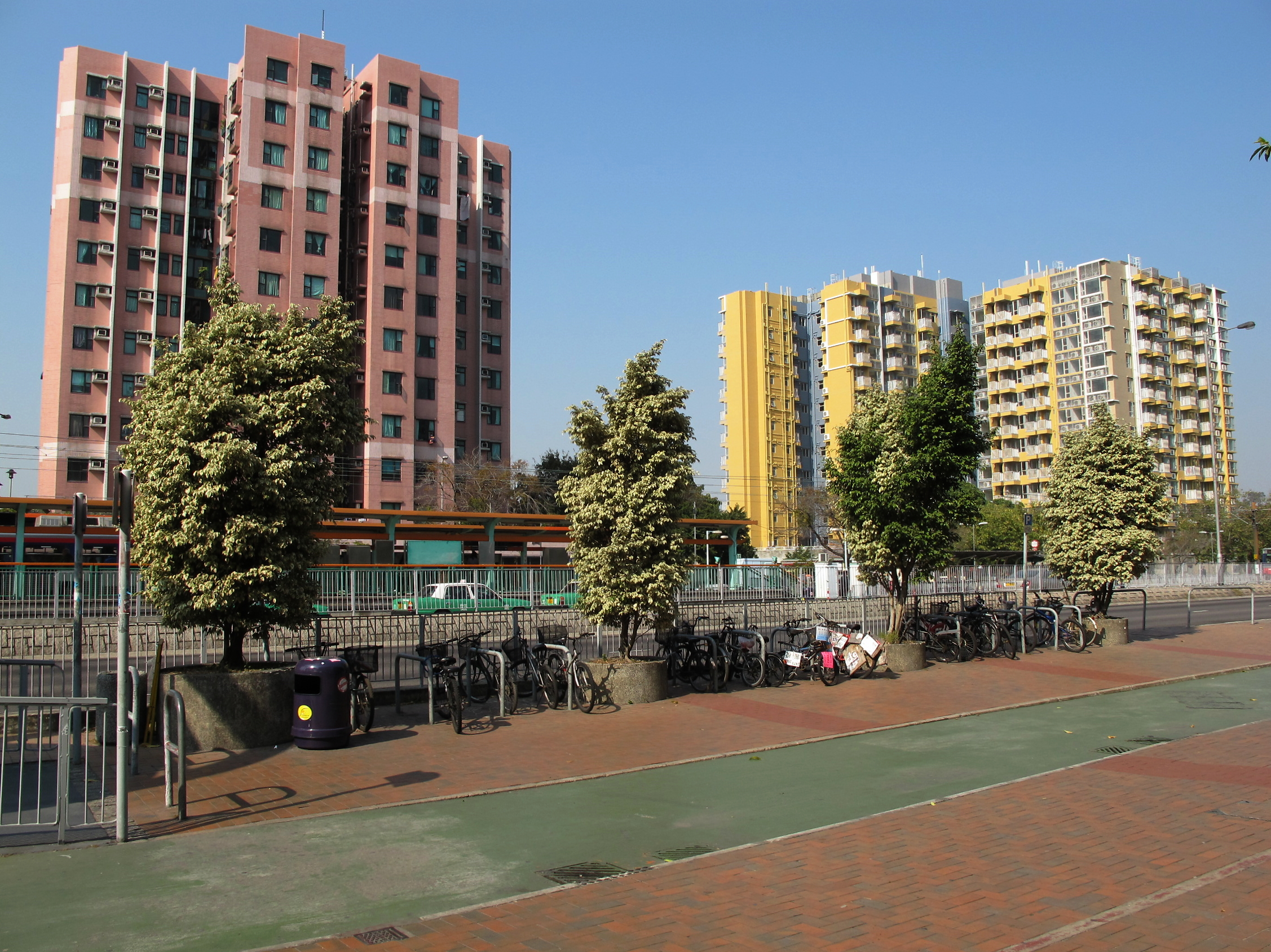
錦石路的入口位於麗珊園旁

洪石路原是連接洪水橋到石埗村的村路，早在1920年青山公路落成前已存在。洪石路始於青山公路廿三咪、雁園別墅旁邊。起初，洪石路兩側都是分租出去的長條型稻田。1950年代末，洪石路入口牌樓落成，牌樓旁邊建有洪石路居民信箱，當時洪石路約有50多戶人家。由1950年代至1980年代，更多人在洪石路聚居，沿路農田被一片寮屋群取代。居民曾組織洪石花炮會參與元朗十八鄉天后寶誕會景巡遊。
1992至93年，洪水橋屋苑雅珊園和麗珊園落成，洪石路的入口向北遷移，牌樓已被清拆，居民信箱後來重新被安置在雅珊園旁邊，現存至今。1999年，香港政府宣佈收回洪石路北面大幅土地，洪石路居民曾以橫臥輕鐵路軌作激烈抗議。2000年，該大片土地平整完成，最終於2015年發展成洪福邨。2002年，洪石路餘下部份亦被清拆，以發展洪水橋今日的道路網（洪水橋田心路、洪元路等）。